# Gimel-les-Cascades
Gimel-les-Cascades é uma comuna francesa na região administrativa da Nova Aquitânia, no departamento de Corrèze. Estende-se por uma área de 20,86 km². Em 2010 a comuna tinha 814 habitantes (densidade: 39 hab./km²).